# Molophilus (Molophilus) idiostylus
Molophilus (Molophilus) idiostylus is een tweevleugelige uit de familie steltmuggen (Limoniidae). De soort komt voor in het Oriëntaals gebied.